# Elitserien i baseboll 1967
Elitserien i baseboll 1967 var den för 1967 års säsong högsta serien i baseboll i Sverige. Serien korade ingen officiell svensk mästare, segraren blev dock riksmästare. Totalt deltog 6 lag i serien, där alla lag spelade mot varandra två gånger vilket gav totalt tio omgångar. Däremot drog två av lagen sig ur, vilket innebar att det enbart spelades sex omgångar.
| Nr | Lag         | Matcher | Vunna | Förlorade | Vinstprocent |
| -- | ----------- | ------- | ----- | --------- | ------------ |
| 1  | Leksand     | 6       | 6     | 0         | 1.000        |
| 2  | Bagarmossen | 6       | 4     | 2         | 0.667        |
| 3  | Skarpnäck   | 6       | 1     | 5         | 0.167        |
| 4  | Solna       | 6       | 1     | 5         | 0.167        |
| 5  | Wasa        | —       | —     | —         | —            |
| 6  | Obnok       | —       | —     | —         | —            |

### Webbkällor
- Svenska Baseboll- och Softbollförbundet, Elitserien 1963-